# 拉拉山鑽灰蝶
拉拉山鑽灰蝶（学名：Horaga rarasana），又名拉拉山三尾小灰蝶、羅羅山三尾小灰蝶、拉拉山三尾灰蝶，为灰蝶科斑灰蝶屬下的一个种。

## 描述
本種為中型灰蝶，具明顯雌雄二型性。體背黑褐色，腹面白色。前翅寬大呈三角形，長11-17 mm，外緣及前緣弧形；後翅卵形，具三條絲狀尾突，以CuA2脈最長，1A+2A次之，CuA1最短。
雄蝶：頭頂褐色具白毛束，額部白色帶褐紋，複眼有白色輪緣，觸角褐色帶白環，口器黑褐，下唇鬚白末端褐，第三節呈棒狀。複眼光滑，胸腹背部褐色散布藍鱗，腹面白。足白帶黑褐紋，前足跗節癒合末端鈍，脛節具厚毛束。翅背黑褐色，前翅具白色斜帶，後翅前側有金屬紫斑。翅腹白或黃底，具白色斜帶與褐色橫帶，前翅中室端有褐條，邊緣有淺黃褐帶。後翅CuA1室有一列綠金屬光澤弦月狀黑點。前翅腹面CuA2脈有性標。緣毛白色。
雌蝶：外型與雄蝶相似，但前足跗節不癒合、無性標、無厚毛束，後翅背面也無紫色斑塊。

## 分佈
本種為臺灣特有種，主要分布於本島北部中海拔山區。

## 棲地
棲息於常綠闊葉林，一年一代，成蝶初夏活動，飛行緩慢，喜訪花。幼蟲以灰木科大花灰木新芽為食，越冬卵產於寄主植物的分枝或細枝上。